# 길군악 (행진곡)
길군악(路軍樂)은 삼현육각(대금·당적·향피리 2·해금·장구·북)으로 연주되는 행악 즉 행진곡의 하나로, 취타에 이어서 연주된다. 장단은 8박이고, 첫마루와 돌장의 2부분으로 나눈다.
각 부분은 한 장단을 단위로, 장으로 구분하며 6장으로 구분하기도 하는데, 돌장 4장에서 시작하여 돌장 끝에서 첫마루 처음으로 반복되는 형식이다. 길군악은 돌아가지 않고 바로 갈 때에는 '길타령'으로 넘어가는데, 길타령으로 가는 경과구가 2장(2장단)이 끼어 있다. 길군악은 군악(軍樂)과 동계(同系)음악으로 선법이 청태주평조로 되어 있다. 길군악은 일명 절화(折花)라고도 하며 명쾌한 음악이다.